# Lionsgate+
Lionsgate+ (pronunciato Lionsgate plus), precedentemente nota come StarzPlay, è una piattaforma streaming di video on demand statunitense gestita da Starz, sussidiaria di Lionsgate.
A partire dal 31 marzo 2023, il servizio non è più disponibile in Italia. Insieme all'annuncio della chiusura, è stato annunciato che i contenuti presenti nella piattaforma sarebbero stati trasferiti su MGM+.
Il servizio è attualmente disponibile in Giappone, Regno Unito, Messico, Brasile e altri 19 paesi MENA.

## Storia
Nato nel 2008 come servizio di streaming in partnership con Netflix, nel 2012 è tornato di sola proprietà di Starz. Nel 2015 è iniziata l'espansione al di fuori degli Stati Uniti, mentre nel 2016, in patria, il servizio è stato riunificato con l'app e il sito Starz.com.
Il 28 settembre 2022, è stato annunciato il rebranding della piattaforma in Lionsgate+ con lo scopo di differenziarla dal canale statunitense Starz, attualmente in vendita.

## Espansione territoriale

### StarzPlay Arabia
Il servizio è sbarcato per la prima volta al di fuori degli Stati Uniti in 17 paesi MENA il 2 aprile 2015 con il nome Starz Play Arabia (stilizzato in ستارزبلاي STARZPLAY). Attualmente è disponibile in 19 paesi MENA e la sede centrale è a Dubai negli Emirati Arabi Uniti.

### Lionsgate+ in Italia
In Italia, il servizio è stato reso disponibile tramite la piattaforma Apple TV Channels da fine giugno 2019, su Rakuten TV da giugno 2020, su Prime Video Channels da novembre 2020 e tramite Mediaset Infinity da giugno 2021. Il servizio era accessibile anche da applicazione per iOS e Android.
A partire dal 30 marzo 2023, il servizio non è più disponibile.

## Catalogo

### Serie televisive drammatiche
- The Act (stagione 1)
- Baptiste (stagione 1)
- The Capture (stagione 1)
- Castle Rock (stagioni 1-2)
- Channel Zero (stagioni 1-4)
- De Dag (stagione 1)
- Deadly Class (stagione 1)
- Dublin Murders (stagione 1)
- The Feed (stagione 1)
- Feed the Beast (stagione 1)
- Gigantes (stagioni 1-2)
- The Little Drummer Girl
- Manhunt Deadly Games (stagione 2)
- Mr. Mercedes (stagioni 1-3)
- Nashville (stagioni 5-6)
- Pennyworth (stagioni 1-2)
- The Rook (stagione 1)
- The Spanish Princess
- Sweetbitter (stagioni 1-2)
- Four Weddings and a Funeral (stagione 1)
- Dr. Death (stagione 1)
- Power (stagioni 1-6)
- Power Book II: Ghost (stagioni 1-2)
- Power Book III: Raising Kanan  (stagione 1)
- Power Book IV: Force (stagione 1)

### Serie televisive comedy
- Blue Mountain State (stagione 3)
- Now Apocalypse (stagione 1)
- Party Down (stagioni 1-2)
- Ramy (stagione 1-2)
- Survivor's Remorse (stagioni 1-4)
- Vida (stagioni 1-3)

## Specifiche tecniche
È possibile abbonarsi al servizio tramite l'app ufficiale o alcune piattaforme di video on demand, quali Apple TV Channels in Italia, Spagna, Francia, Germania, Regno Unito, Messico, Cile e Brasile, Amazon Prime Video Channels in Francia, Germania, Messico, Italia e Regno Unito, izzi e Totalplay in Messico, Orange in Spagna e Francia, Vodafone in Spagna; Virgin Media nel Regno Unito, Rakuten TV e Mediaset Infinity in Italia, o tramite un sito web e un'applicazione nativa. Il servizio in abbonamento offre contenuti originali di Starz, serie televisive e film la cui disponibilità varia da paese a paese.